# حازم قفة
حازم قفة هو لاعب كرة قدم فلسطيني ،يلعب حالياً في نادي خدمات البريج بعد أن إنتقل من نادي الصداقة في موسم 2017–2018.

## الإنجازات

### مع نادي الصداقة
- الدوري الفلسطيني الممتاز
  - 2016–17
- كأس بيبسي لقطاع غزة 2013